# 施皮青湖
47°39′58″N 11°53′12″E / 47.66611°N 11.88667°E

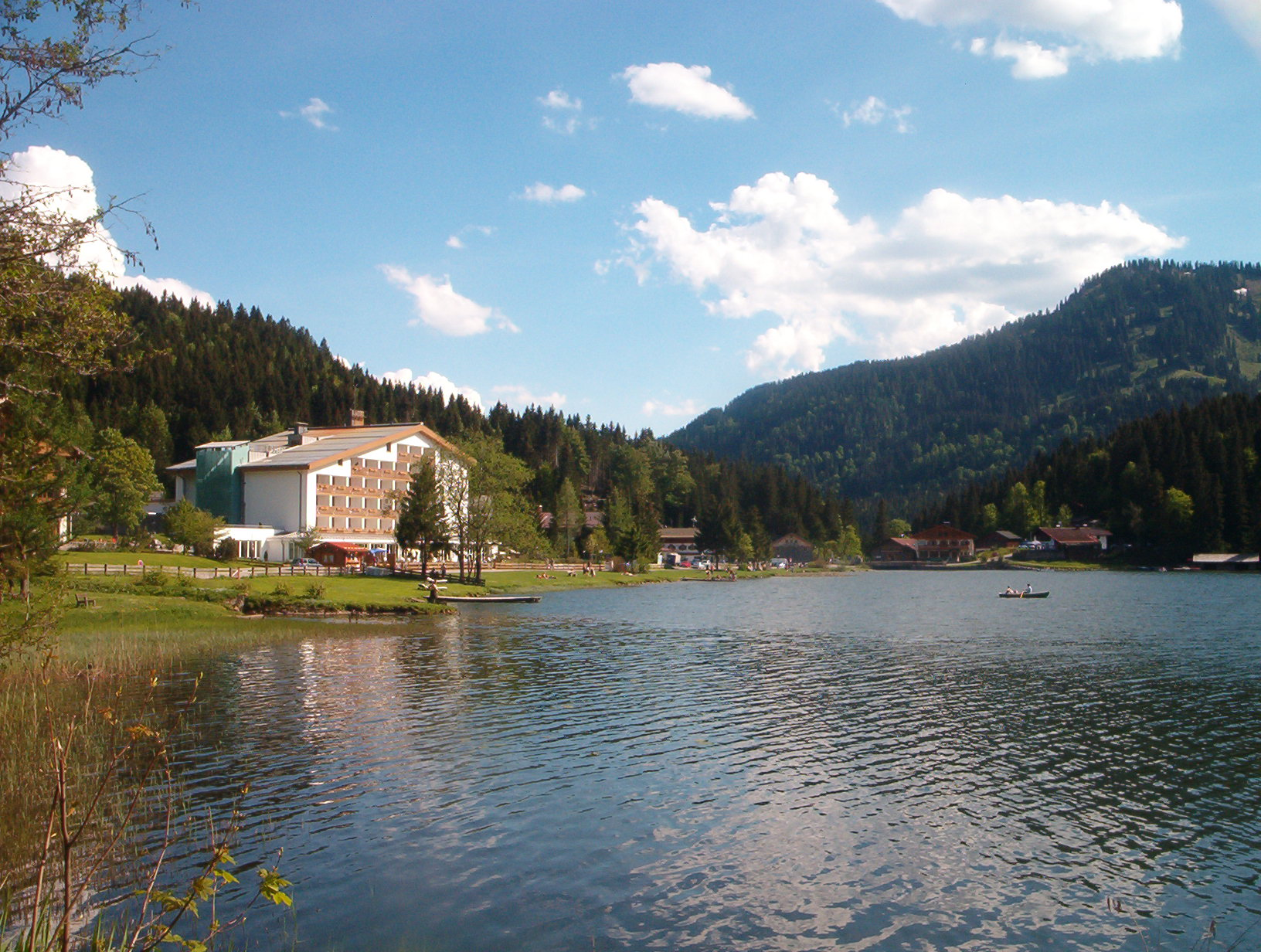

施皮青湖（德語：Spitzingsee），是德國的湖泊，位於該國東南部，由巴伐利亞負責管轄，處於施利爾塞山，長1公里、寬0.3公里，面積0.3平方公里，海拔高度1,084米，平均水深7.2米，最大水深16.3米，水體容量205萬立方米，湖岸線長度2.9公里。